# Tanyproctus lamberti
Tanyproctus lamberti är en skalbaggsart som beskrevs av Leon Fairmaire 1884. Tanyproctus lamberti ingår i släktet Tanyproctus och familjen Melolonthidae. Inga underarter finns listade i Catalogue of Life.